# Parafia św. Józefa Robotnika w Wołominie
Parafia św. Józefa Robotnika w Wołominie – parafia rzymskokatolicka należąca do dekanatu wołomińskiego, diecezji warszawsko-praskiej, metropolii warszawskiej Kościoła katolickiego. Parafia jest prowadzona przez księży Orionistów.

## Historia
W latach 20. XX wieku na terenie wsi Sławek powstał sierociniec Sióstr Albertynek. Wieś w 1939 roku została włączona do miasta Wołomina, a w planach rozbudowy miasta było zarezerwowane miejsce na kościół. W latach 1950–1958 kapelanem sióstr był ks. Józef Januszko, który odprawiał niedzielne msze święte dla okolicznej ludności. 
W 1958 roku powstała placówka duszpasterska jako filia parafii Matki Bożej Częstochowskiej. Na początku była to niewielka drewniana kaplica sióstr albertynek, które prowadziły tu sierociniec i mały domek. Jednak w miarę rozwoju placówki kaplica nie jest w stanie pomieścić wszystkich wiernych. Od 1958 roku wierni rozpoczęli starania o utworzenie parafii i budowę kościoła. W 1973 roku przeprowadzono remont kaplicy, która 24 czerwca 1974 roku została poświęcona przez kard. abpa Stefana Wyszyńskiego. Administratorami filii byli: ks. Czesław przetacznik (1958–1960) i ks. Jan Raczkowski (1960–1972). W 1972 roku placówka została przekazana księżom orionistom, a kolejnym administratorem został ks. Mieczysław Jańczak FDP. W 1974 roku przybyły siostry zakonne Pasterki. 
W 1977 roku otrzymano pozwolenie na budowę kościoła, a następnie zbudowano tymczasowa murowaną kaplicę, w której 21 września 1978 roku odprawiono pierwszą mszę świętą. 15 października 1978 roku kard. abp Stefan Wyszyński erygował parafię pw. św. Józefa Robotnika, z wydzielonego terytorium parafii Matki Bożej Częstochowskiej i parafii Świętej Trójcy w Kobyłce. 1 maja 1980 roku bp Bronisław Dąbrowski poświęcił kamień węgielny pod budowę nowego kościoła parafialnego zaprojektowanego przez arch. Ryszarda Tomickiego. 30 listopada 1986 roku nowy kościół został oddany do użytku. 23 października 1991 roku odbyła się konsekracja kościoła, której dokonał kard. abp Józef Glemp.
Parafia liczy 10 300 wiernych.

## Proboszczowie
- ks. Mieczysław Jańczak FDP (1978–1992)
- ks. Karol Knera FDP (1992–1993)
- ks. Krzysztof Miś FDP (1993–2001)
- ks. Jerzy Ćwiklak FDP (2001–2009)
- ks. Jacek Pawlicki FDP (2009–2023)
- ks. Marcin Chrzęszczyk FDP (od 2023)[2]

## Zasięg parafii
W granicach parafii znajdują się ulice Wołomina: Akacjowa, Aleja Armii Krajowej, Annopol, Armii Krajowej, Bajeczna, Batorego, Białostocka, Błońska, Bohaterów Westerplatte, Bohatyrowicza, Bratnia, Chełmska, Chodkiewicza, Dąbrowskiej, Diamentowa, Dzielna, Gagarina, Gdyńska, Geodetów, Głowackiego, Gościniec, Jasna, Jaśminowa, Jesienna, Jesionowa, Karpacka, Kilińskiego, Kleeberga, Kobyłkowska, Kochanowskiego, Kolejowa, Kolorowa, Konopnickiej, Kopernika, Kosmonautów, Krakowska, Kraszewska, Krótka, Laskowa, Lazurowa, Leśna, Letnia, Lipowa, Lubelska, Ludowa, Lwowska, Łąkowa, Łukasiewicza, Mała, Mazowiecka, Mazurska, Mroźna, Narcyzowa, Nowa Wieś, Nowosławkowska, Okopowa, Okulickiego, Orzechowa, Orzeszkowej, Parkowa, Piłsudskiego, Piwna, Plater, Polska, Pomorska, Popularna, Powstańców Warszawy, Poznańska, Przejazdowa, Przeskok, Radzymińska, Republikańska, Różana, Rzeszowska, Sasina, Skłodowskiej, Skośna, Sławkowska, Sudecka, Suwalska, Szkolna, Szpitalna, Śląska, Średnia, Tęczowa, Torfowa, Tulipanowa, Ujazdowa, Waryńskiego, Widna, Widok, Willowa, Wiosenna, Wołyńska, Zgoda, Zimowa, Złota, Żeromskiego, Żółkiewskiego, Żwirki i Wigury, Żytnia.

## Grupy i wspólnoty
- Legion Maryi,
- Żywy Różaniec,
- Ministranci,
- Koło przyjaciół Radia Maryja,
- Zespół Charytatywny Caritas,
- Świetlica Caritas,
- Wspólnota Domowego Kościoła,
- Wspólnota Młodzieżowa,
- Wspólnota Taizé,
- Towarzystwo Przyjaciół KUL,
- Bielanki,
- Schola Dziecięca i Młodzieżowa,
- Katolicki Klub Sportowy,
- Kościelna Służba Porządkowa,
- Parafialna Rada Duszpasterska,
- Orioński Ruch Świeckich,
- Redakcja „Głosu Parafii”.

## Inne
- W dzień odpustu 1 maja, obchodzony jest Diecezjalny Dzień Modlitw w intencji Ludzi Pracy. celebracji przewodniczy ks. Biskup.
- W 1984 r. rozpoczęto budowę punktu katechetycznego w Czarnej k. Wołomina. Kiedy jednak nauka religii powraca do szkół w 1990 r. budynek ten zostaje przeznaczony na schronisko dla bezdomnych mężczyzn.
- 18 marca 1995 roku w Domu Zakonnym mieszącym się przy parafii (ul. Piłsudskiego 44) zostało otwarte Hospicjum Opatrzności Bożej dla ludzi chorych na raka z 12, a od 1999 – 26 łóżkami. Oprócz opieki stacjonarnej hospicjum prowadzi również Oddział Domowy, gdzie opieka hospicyjna prowadzona jest w domu chorego (25 chorych). Od 2008 r. Hospicjum posiada status OPP[3].
- Wśród byłych proboszczów: ks. Jan Raczkowski – Sprawiedliwy wśród Narodów Świata.